# Theo Geißler
Theo Geißler (* 9. Februar 1947 in Gmund am Tegernsee) ist ein deutscher Verleger (ConBrio-Verlagsgesellschaft), Zeitschriften-Herausgeber („Neue Musikzeitung – nmz“, „politik und kultur“, „Oper und Tanz“, „Jazz-Zeitung“), Rundfunkmoderator beim Bayerischen Rundfunk (Musikmagazin „taktlos“, „contrapunkt – Europäischer Dialog“) und Autor.

## Leben
Nach einem Studium der Germanistik, Philosophie und Geschichte in Regensburg absolvierte er die Münchner Hochschule für Fernsehen und Film, war dann als Autor und Regisseur für Kinderprogramme des Bayerischen Fernsehens tätig.  Seit 1967 arbeitete Geißler als Redakteur der nmz (damals noch: „Musikalische Jugend“); hinzu kam Öffentlichkeitsarbeit für die Wettbewerbe „Jugend musiziert“ und die Jeunesses Musicales. 1977 übernahm er die redaktionelle Koordination der nmz, 1986 die Chefredaktion. Von 1987 bis 1993 leitete er den Gustav Bosse Verlag und wurde zusätzlich Herausgeber der nmz. 1993 gründete er die ConBrio Verlagsgesellschaft als eigenständige Verlagsgruppe.
Seit 1999 ist Geißler auch Herausgeber der Zeitschriften „Oper & Tanz“, der „Jazzzeitung“, Verleger der „Beiträge zur Gregorianik“, seit 2002 außerdem zusammen mit Olaf Zimmermann Herausgeber von „Politik & Kultur“ (puk), der Zeitung des Deutschen Kulturrates. Er arbeitet als Autor und Moderator für den Bayerischen Rundfunk, zeitweise auch für MDR und WDR. Seit 1998 moderiert er das Live-Musikmagazin „taktlos“ für Bayern 2, seit 2002 zudem „contrapunkt – westöstlicher Dialog“, zusammen mit Frank Kämpfer, Deutschlandfunk. Gemeinsam mit Olaf Zimmermann (Deutscher Kulturrat) gibt er die Buchreihe zur Zeitschrift „politik und kultur“ sowie die „Beiträge zur Gregorianik“ heraus. Geißler war von 2001 bis 2009 vom Auswärtigen Amt berufenes Mitglied des Deutsch-Französischen Kulturrates.

## Preise und Auszeichnungen
- Oberhausener Preis der evangelischen Filmkritik,
- Preis des Deutschen Kritikerverbandes,
- „Carl-Orff-Medaille“ des Bayerischen Musikschul-Verbandes
- Leopold des Verbandes deutscher Musikschulen für die Kindermusical-Produktionen „Ritter Rost“ (mehrfach).

- 2003 wurde ihm der Würth-Preis der Jeunesses Musicales Deutschland für sein kulturpublizistisches Engagement verliehen und
- 2005 der „Inventio“ des Deutschen Musikrates für das Musikmagazin „taktlos“, das seit 10 Jahren auf Bayern 2 ausgestrahlt und auf einer eigenen Internet-Präsenz gestreamt wird.[2]
- 2016 FEM-Nadel der Fachgruppe E-Musik im Deutschen Komponistenverband[3]
- 2022: Ehrenmitglied des Deutschen Musikrats[4]

## Werke
- mit Olaf Zimmermann (Hrsg.): Kulturelle Vielfalt erleben: Chancen und Herausforderungen interkultureller Bildung (Aus Politik & Kultur Nr. 8), Deutscher Kulturrat, Berlin 2012, ISBN 978-3-934868-27-4.
- mit Olaf Zimmermann: Arbeitsmarkt Kultur: Vom Nischenmarkt zur Boombranche (Aus Politik & Kultur Nr. 9), Deutscher Kulturrat, Berlin 2012, ISBN 978-3-934868-28-1.
- mit Olaf Zimmermann: Disputationen I. Reflexionen zum Reformationsjubiläum 2017 (Aus Politik & Kultur Nr. 10), Deutscher Kulturrat, Berlin 2013, ISBN 978-3-934868-29-8; erweiterte und aktualisierte 2. Auflage, 2015.
- mit Olaf Zimmermann (Hrsg.): Islam. Kultur. Politik (Aus Politik & Kultur Nr. 11), AZ Druck Berlin, Berlin 2013, ISBN 978-3-934868-31-1.
- mit Olaf Zimmermann (Hrsg.): TTIP, CETA & Co. Die Auswirkungen der Freihandelsabkommen auf Kultur und Medien (Aus Politik & Kultur Band 13), Berlin 2015, ISBN 978-3-934868-34-2; 2. erweiterte Auflage 2016, ISBN 978-3-934868-39-7.
- mit Olaf Zimmermann (Hrsg.): Altes Zeug: Beiträge zur Diskussion zum nachhaltigen Kulturgutschutz (Aus Politik & Kultur, Band 14), Berlin 2016, ISBN 978-3-934868-38-0; kostenfreies E-Book:
- mit Olaf Zimmermann (Hrsg.): Martin Luther Superstar - 500 Jahre Reformation, Berlin 2016, ISBN 978-3-934868-40-3.
- mit Olaf Zimmermann (Hrsg.): Wertedebatte: Von Leitkultur bis kulturelle Integration. Deutscher Kulturrat, Berlin 2018, ISBN 978-3-947308-06-4.
- mit Olaf Zimmermann (Hrsg.):  Die dritte Säule: Auswärtige Kultur- und Bildungspolitik (Aus Politik & Kultur). Deutscher Kulturrat, Berlin 2018, ISBN 978-3-947308-08-8.
- mit Olaf Zimmermann (Hrsg.): On the Road. 20 Jahre Kulturstiftung des Bundes (Dossier von Politik & Kultur). Berlin 2022, ISBN 978-3-947308-50-7.
- und Olaf Zimmermann (Hrsg.): “Yes we can! – Frauen in Führung” (Dossier Politik & Kultur). Deutscher Kulturrat, Berlin 2022, ISBN 978-3-947308-54-5.
- mit Olaf Zimmermann (Hrsg.): Kunstfreiheit – Zehn Jahre Debatten in Politik & Kultur (Aus Politik & Kultur Band 19). Deutscher Kulturrat, Berlin 2024, ISBN 978-3-947308-64-4.
- mit Olaf Zimmermann (Hrsg.): Dokumente, Bilder, Filme. Das Bundesarchiv (Dossier. Beilage zu Politik & Kultur). Conbrio, Regensburg 2025, ISBN 978-3-947308-66-8.